# 고트인의 왕
고트인의 왕(라틴어: gothorum rex 고토룸 렉스[*], 스웨덴어: Götes konung, 덴마크어: Goternes konge)은 여러 세기 동안 스웨덴 국왕 및 덴마크 국왕이 각자 칭했던 군주 칭호다. 고트인, 즉 동게르만족에 대한 주권을 자신이 가지고 있음을 주장하는 의미가 내포되어 있다.
덴마크 쪽에서는 주로 고틀란드섬에 대한 왕권을 의미했고, 스웨덴 측에서는 기트인이 살던 베스테르예틀란드(서고틀란드)와 외스테르예틀란드(동고틀란드)까지 지배 대상에 포함시켰다.
1100년경 교황이 스웨덴 국왕 두 명(한 명은 잉에 1세인데, 나머지 한 명은 머릿글자 H만 주어져서 할스텐 스텡킬손인지 호칸 뢰데인지 불확실하다)에게 서한을 보내면서 그들을 "서고트인의 왕"이라고 칭했다. 이것은 잉에 및 할스텐 또는 호칸의 시대에 스웨덴 국왕의 지배력이 서고틀란드 일대에만 미쳤고, 다른 지역은 장악하지 못했음을 시사한다. 
1164년 9월 5일자의 교황 친서에서는 칼 스베르케르손(재위 1161년-1167년)을 "스비아인과 고트인의 왕(라틴어: rex Sweorum et Gothorum)이라고 지칭했다.
그보다 훨씬 옛날 사람인 훈족의 왕 아틸라가 사용한 왕호는 “위대한 님로드의 후예, 엥가디(Engaddi)에서 성장한 이, 신의 은총에 따른 훈족, 고트인, 데인인, 메디아인의 왕, 세계의 공포 아틸라”였는데, 여기에도 고트인의 왕이라는 왕작이 포함되어 있다.
스웨덴 국왕으로서 고트인의 왕을 정식으로 칭한 사람은 망누스 비르예르손이다. 망누스는 1278년경 형 발데마르 비르예르손을 폐위시키고 서고틀란드를 손에 넣었다. 이후 스웨덴 국왕은 "스베리예인과 고트인의 왕(스웨덴어: Sveriges och Götes Konung)"을 칭하다가, 구스타브 1세 바사의 대에 "스베리예인, 고트인 및 벤트인의 왕(스웨덴어: Sveriges, Götes och Vendes Konung)"이라는 표현이 공문서에서 사용되었다. 1814년에서 1905년 사이에는 노르웨이가 동군연합으로 더해져 "스베리예인, 노르게인, 고트인 및 벤트인의 왕(스웨덴어: Sveriges, Norges, Götes och Vendes Konung)"을 칭했다. 1905년 노르웨이가 분리된 이후 다시 "스베리예인, 고트인 및 벤트인의 왕"을 칭하다가, 1973년 칼 16세 구스타프 때부터 공식 왕호를 "스베리예 국왕(스웨덴어: Sveriges Konung)"이라고 했다.
덴마크에서는 발데마르 4세가 1362년 고틀란드 섬을 정복하고 고트인의 왕을 칭했다. 이후 덴마크 왕들은 600여년간 고트인의 왕을 칭하다가 1972년 마르그레테 2세가 "단마르크 여왕"을 칭하면서 스웨덴과 마찬가지로 덴마크 왕작을 제외한 다른 왕작들이 모두 폐지되었다.